# Spiller Cove
Die Spiller Cove (in Argentinien Caleta Garibaldi, in Chile [sic!] Caleta Speller) ist eine kleine Bucht an der Nordküste der Livingston-Insel im Archipel der Südlichen Shetlandinseln. Sie liegt unmittelbar westlich des Black Point und ist eine Nebenbucht der Porlier Bay.
Der Name der Bucht findet sich in den Aufzeichnungen des britischen Robbenjäger Robert Fildes (1793–1827). Namensgeber ist wahrscheinlich Ferdinand Spiller, Kapitän des Schiffs Indian aus Liverpool, das zwischen 1820 und 1821 in den Gewässern um die Südlichen Shetlandinseln operiert und im weiteren Verlauf die auf Desolation Island gestrandete Mannschaft Fildes’ zurück nach England gebracht hatte. Namensgeber der argentinischen Benennung ist der italienische Freiheitskämpfer Giuseppe Garibaldi (1807–1882).